# Villa La Tesoriera
La Villa La Tesoriera, così nota come abbreviazione di Villa Sartirana detta La Tesoriera, è una settecentesca villa barocca torinese che sorge nel quartiere Parella sito nella Circoscrizione 4.
L'ingresso principale della villa è in Corso Francia ed è circondata da un vasto parco aperto al pubblico: il Parco della Tesoriera, anche noto in piemontese come Giardin dël Dia-u. L'area verde ospita il maggior albero per dimensione della città, un platano con circonferenza del tronco pari a 660 cm, a petto d'uomo; piantato nel corso del XVIII secolo, si tratta altresì del più antico albero di Torino. Il giardino conserva anche una pregevole statua di Vittorio Emanuele II, raffigurato in una scena di vita privata dallo scultore siciliano Ettore Ximenes.

## Storia
La villa è chiamata La Tesoriera poiché fu costruita per il Consigliere di Stato e tesoriere generale dello Stato sabaudo di qua dai Monti, Aymo Ferrero di Cocconato (nato a Racconigi, circa 1663 - morto a Torino, il 25 dicembre 1718) che aveva acquistato nel 1713 i terreni sui quali sorge la costruzione. L'architetto cui venne affidato l'incarico dell'edificazione fu Jacopo Maggi, che s'ispirò allo stile di Guarino Guarini. Il Ferrero, già possessore di modesti diritti di giurisdizionali (ad esempio nel feudo di Cavoretto) aveva acquistato parte del feudo di Cocconato dai fratelli Carlo e Francesco Boetti nel 1697. L'inaugurazione della villa avvenne nel 1715 alla presenza di Vittorio Amedeo II e della corte.

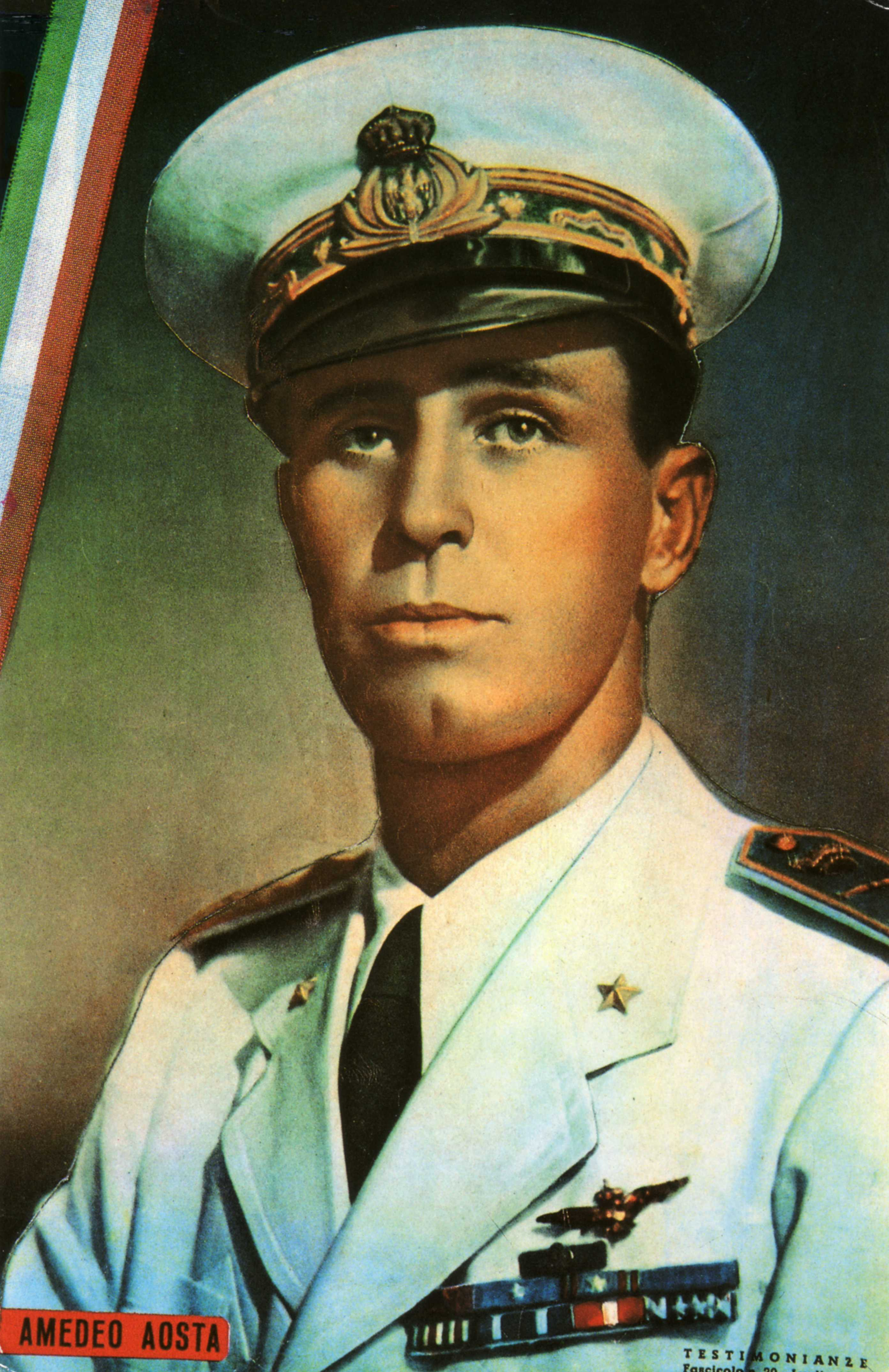
Amedeo di Savoia duca d'Aosta

Aymo Ferrero morì nel 1718 e complesse vicissitudini finanziarie coinvolsero la seconda moglie ed erede universale, Clara Teresa Gay (in prime nozze Aymo aveva sposato Giovanna Maria Battista Cisaletti, ma da entrambi i matrimoni non aveva avuto discendenti) che fu costretta a vendere la villa, acquistata dal marchese Ghiron Roberto Asinari di San Marzano, il quale la cedette dopo non molti anni all'avvocato Bonaudi. La parabola ascensionale dei Ferrero di Cocconato (che erano ramo di una tra le più antiche e influenti famiglie di Carignano) volgeva al termine (anche il fratello di Aymo, Emanuele Filiberto, tesoriere della Città di Torino e del Monte di San Giovanni Battista ebbe in quel periodo alcune disavventure finanziarie) e la villa stessa visse momenti di parziale decadenza. 

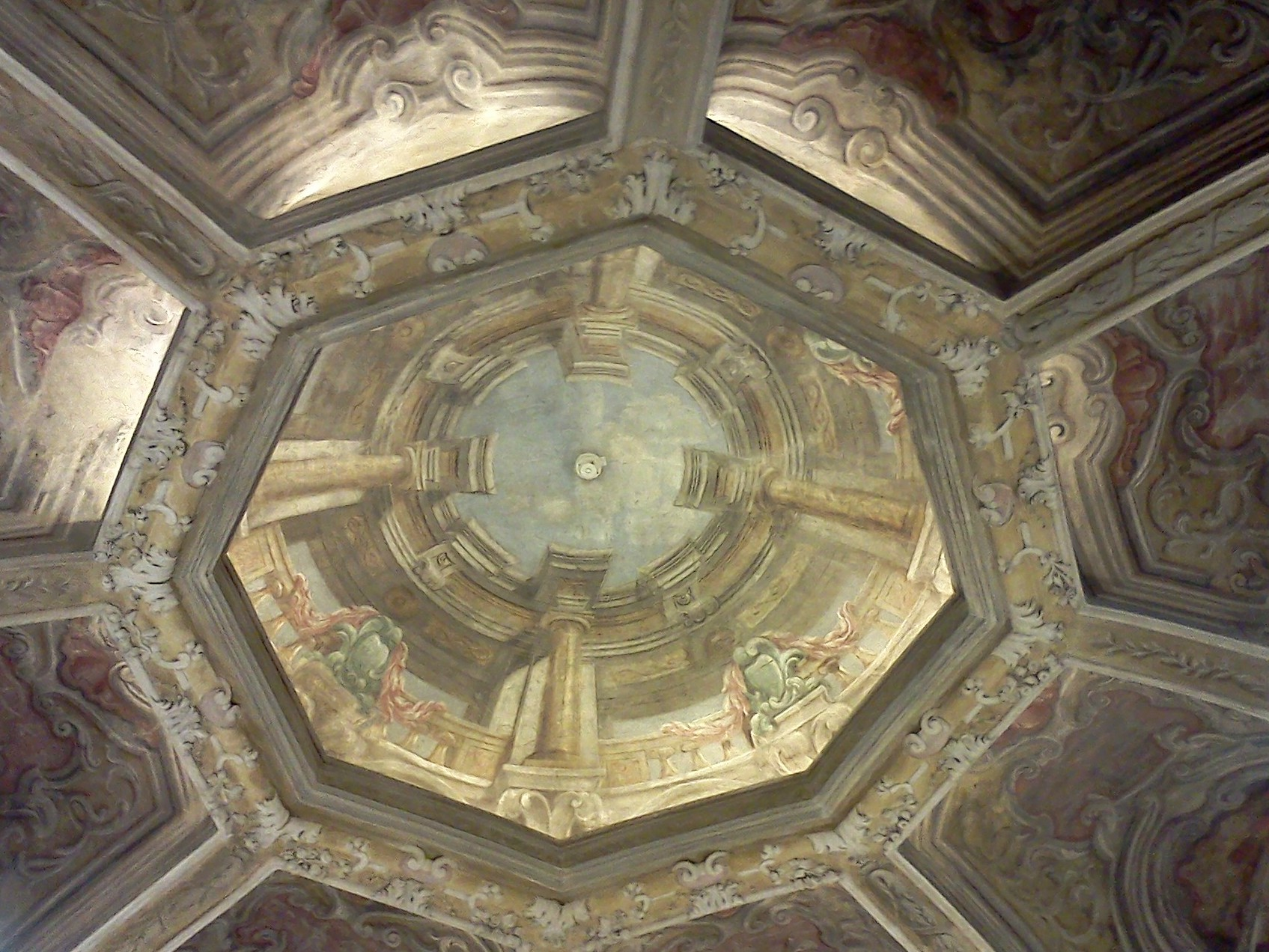
Interni

Così Amedeo Grossi descriveva la villa diversi anni dopo la sua costruzione, nel 1790: «La Tesorera villa, e cascina del signor Avvocato Casimiro Donaudi [è] situata lungo, ed alla destra dello stradone di Rivoli distante un miglio da Torino. Avanti il palazzo èvvi un filare d'olmi a tre ordini con un grande rastello di ferro, che la chiude verso lo stradone; quindi altri tre rastelli frammezzati da tre ben architettati pilastri, che separa il filare dal cortile; il suddetto palazzo è il più bello, che vi sia lungo lo stradone di Rivoli tutto in architettura, con un bel salone, e magnifici appartamenti».
Al piano terreno vi erano stanze con volte decorate il cui accesso avveniva attraverso un ingresso a galleria che collegava i due fronti. Il primo piano era occupato dal grande salone d'onore dedicato a Vittorio Amedeo II con quattro sale di contorno. I due piani erano collegati da una doppia scala simmetrica che verrà in seguito demolita e sostituita da uno scalone laterale. Intorno, il paesaggio era costituito da campi, prati, dal braccio della bealera Porta, dalle vicine cascine Rolando, il Marino, Sant'Antonio.
Nel corso dell'occupazione francese del Piemonte (1797-1814) la villa conobbe un periodo di decadenza e la cascina fu adibita a caserma dagli occupanti francesi. Nel 1806 venne acquistata da un avvocato, certo Leovigildo Massa, che tuttavia la rivendette nel 1812 ad altro privato. Nel 1825 venne acquistata dall'agente di cambio Agostino Fontana.
Nel 1840 il catasto Rabbini non rilevò variazioni planimetriche. Alcuni anni più tardi, nel 1869, l'edificio e la tenuta vennero acquistati dal marchese Ferdinando Arborio Gattinara di Sartirana e Breme, senatore del Regno e famoso entomologo, che apportò numerose modifiche sia alla villa sia al parco: fu costruita la manica est con un nuovo scalone d'accesso al piano superiore e i due piani furono occupati da un museo di ornitologia.
La cappella originaria venne adibita ad altri usi e ne fu edificata una nuova nei pressi del rustico, mentre i giardini furono trasformati con disegno di gusto pittorico.
Nel 1934 l'edificio fu acquistato da Amedeo di Savoia-Aosta, il quale provvide all'erezione dell'ala ovest su progetto dell'architetto Giovanni Ricci: due piani fuori terra e camere di piccole dimensioni con una scala di collegamento.
Nel 1962 la Villa venne venduta alla Compagnia di Gesù, che l'adibì a sede del suo Istituto sociale, sistema di scuole parificate elementari, medie inferiori, licei classico e scientifico in Torino. 
Acquistata dal Comune di Torino nel 1971, rimase a disposizione dei Gesuiti fino al 1975, quando fu definitivamente lasciata al Comune.

## La biblioteca

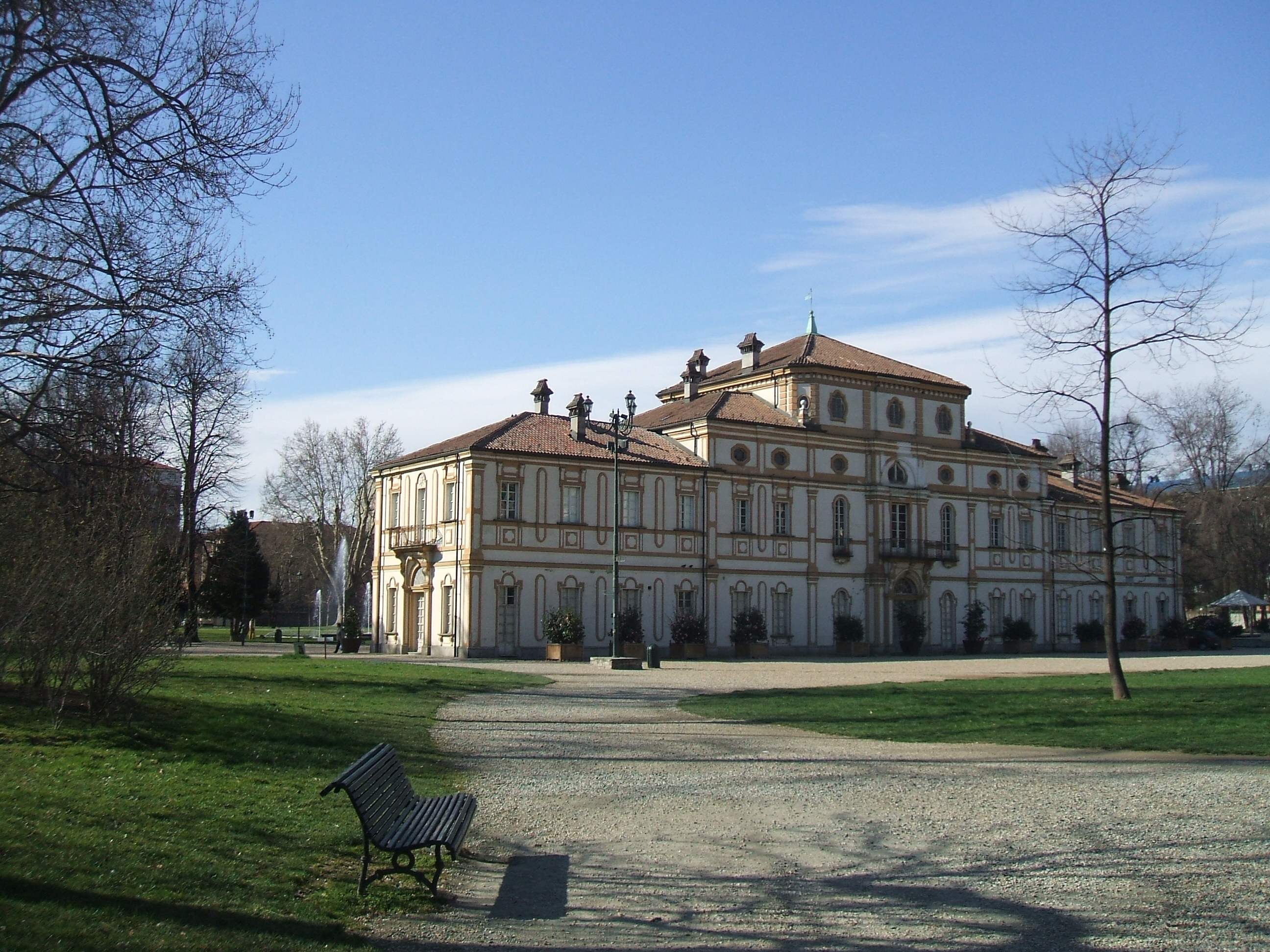
Una veduta della villa dal parco

Appartiene al Sistema bibliotecario urbano della Città di Torino.
Attualmente l'edificio è adibito a biblioteca musicale e a sede rappresentativa comunale. È intitolata al musicologo e critico musicale Andrea Della Corte, del quale conserva la biblioteca e l'archivio personale. Studiosi, studenti e appassionati di musica, in particolare di musica classica, trovano in questa biblioteca ricche collezioni di libretti d'opera, di saggistica musicale, dischi e CD e un'interessante sezione di manoscritti e documenti iconografici. La Biblioteca accoglie inoltre un'ampia documentazione sulla danza e le arti coreutiche, grazie anche alle raccolte già facenti parte del Centro per la danza (documentazione e ricerca) e successivamente integrate nelle sue collezioni.